# Benedito Francisco de Albuquerque
Benedito Francisco de Albuquerque (Coreaú, 24 de agosto de 1928) é um bispo católico brasileiro e emérito da Diocese de Itapipoca.

## Biografia

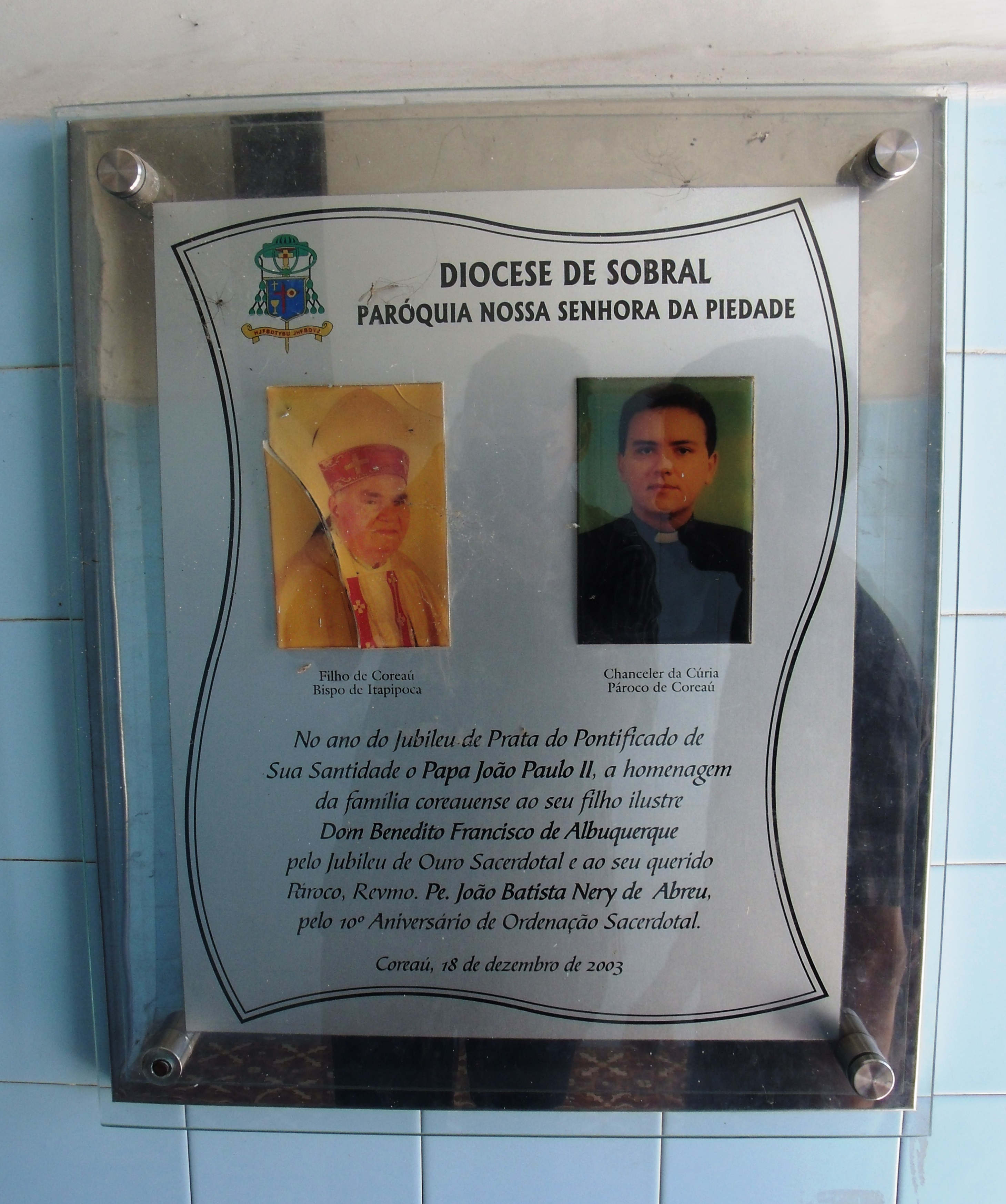
Placa na Paróquia de nossa senhora da Piedade, em Coreaú, com homenagem ao bispo de Itapipoca, Dom Benedito Francisco de Albuquerque.

Dom Benedito foi ordenado diácono no dia 21 de março de 1953 e ordenado presbítero no dia 8 de dezembro de 1953 na Catedral de Sobral. No dia 13 de dezembro de 1953, celebrou a primeira missa, em sua terra natal, Coreaú. Formado em Sociologia, pela Pontifícia Universidade Gregoriana em Roma. Foi ordenado Bispo e tomou posse na Diocese de Itapipoca no dia 5 de maio de 1985, na Catedral Diocesana Nossa Senhora das Mercês recebendo nomeação de Dom Aloísio Lorscheider.
No dia 25 de maio de 2005 o Papa Bento XVI aceitou o seu pedido de renúncia por limite de idade ao governo da Diocese de Itapipoca.

### Serviços educacionais e culturais
Fundou várias instituições, dentre as quais o Ginásio Municipal Nossa Senhora da Piedade, quando foi vigário em Coreaú.